# Fußball-Europameisterschaft 1960/Endrunde
Dieser Artikel umfasst die Spiele der Endrunde der Fußball-Europameisterschaft 1960 mit allen statistischen Details:

## Halbfinale

### Frankreich – Jugoslawien 4:5 (2:1)
| Frankreich                                                      | Frankreich | Jugoslawien | Jugoslawien |
| --------------------------------------------------------------- | --- | --- | ----------- |
| Frankreich                                                      | \| Mittwoch, 6. Juli 1960 um 20:00 Uhr in Paris (Parc des Princes) \| \| Zuschauer: 26.370[1] \| \| Schiedsrichter: Gaston Grandain ( Belgien) \|                                                              | \| Mittwoch, 6. Juli 1960 um 20:00 Uhr in Paris (Parc des Princes) \| \| Zuschauer: 26.370[1] \| \| Schiedsrichter: Gaston Grandain ( Belgien) \|                                                                 | Jugoslawien |
| Frankreich                                                      | Georges Lamia – Jean Wendling, Bruno Rodzik – Robert Herbin, Jean-Jacques Marcel, René Ferrier – François Heutte, Lucien Muller, Maryan Wisnieski, Michel Stievenard, Jean Vincent Cheftrainer: Albert Batteux | Milutin Šoškić – Vladimir Durković, Fahrudin Jusufi – Ante Žanetić, Branko Zebec, Željko Perušić – Tomislav Knez, Dražan Jerković, Milan Galić, Dragoslav Šekularac, Bora Kostić Cheftrainer: Aleksandar Tirnanić | Jugoslawien |
| Frankreich                                                      | 1:1 Jean Vincent (12.) 2:1 François Heutte (43.) 3:1 Maryan Wisnieski (52.) 4:2 François Heutte (62.) | 0:1 Milan Galić (11.) 3:2 Ante Žanetić (55.) 4:3 Tomislav Knez (75.) 4:4 Dražan Jerković (77.) 4:5 Dražan Jerković (78.)                                                                                          | Jugoslawien |
| Mittwoch, 6. Juli 1960 um 20:00 Uhr in Paris (Parc des Princes) | | |             |
| Zuschauer: 26.370                                               | | |             |
| Schiedsrichter: Gaston Grandain ( Belgien)                      | | |             |

### Tschechoslowakei – Sowjetunion 0:3 (0:1)
| Tschechoslowakei                                                   | Tschechoslowakei | Sowjetunion | Sowjetunion |
| ------------------------------------------------------------------ | --- | --- | ----------- |
| Tschechoslowakei                                                   | \| Mittwoch, 6. Juli 1960 um 21:30 Uhr in Marseille (Stade Vélodrome) \| \| Zuschauer: 25.184[2] \| \| Schiedsrichter: Cesare Jonni ( Italien) \|                                                               | \| Mittwoch, 6. Juli 1960 um 21:30 Uhr in Marseille (Stade Vélodrome) \| \| Zuschauer: 25.184[2] \| \| Schiedsrichter: Cesare Jonni ( Italien) \|                                                                      | Sowjetunion |
| Tschechoslowakei                                                   | Viliam Schrojf – František Šafránek, Ján Popluhár – Ladislav Novák, Titus Buberník, Josef Masopust – Josef Vojta, Anton Moravčík, Andrej Kvašňák, Vlastimil Bubník, Milan Dolinský Cheftrainer: Rudolf Vytlačil | Lew Jaschin – Giwi Tschocheli, Anatoli Krutikow – Jurij Wojnow, Anatoli Masljonkin, Igor Netto – Slawa Metreweli, Wiktor Ponedelnik, Walentin Bubukin, Walentin Iwanow, Micheil Meschi Cheftrainer: Gawriil Katschalin | Sowjetunion |
| Tschechoslowakei                                                   | 0:1 Walentin Iwanow (34.) 0:2 Walentin Iwanow (56.) 0:3 Wiktor Ponedelnik (66.) | | Sowjetunion |
| Tschechoslowakei                                                   | Josef Vojta verschießt Elfmeter (67.) – am Tor vorbei | | Sowjetunion |
| Mittwoch, 6. Juli 1960 um 21:30 Uhr in Marseille (Stade Vélodrome) | | |             |
| Zuschauer: 25.184                                                  | | |             |
| Schiedsrichter: Cesare Jonni ( Italien)                            | | |             |

## Spiel um Platz 3

### Tschechoslowakei – Frankreich 2:0 (0:0)
| Tschechoslowakei                                                    | Tschechoslowakei | Frankreich | Frankreich |
| ------------------------------------------------------------------- | --- | --- | ---------- |
| Tschechoslowakei                                                    | \| Sonnabend, 9. Juli 1960 um 21:30 Uhr in Marseille (Stade Vélodrome) \| \| Zuschauer: 9.438[3] \| \| Schiedsrichter: Cesare Jonni ( Italien) \|                                                                | \| Sonnabend, 9. Juli 1960 um 21:30 Uhr in Marseille (Stade Vélodrome) \| \| Zuschauer: 9.438[3] \| \| Schiedsrichter: Cesare Jonni ( Italien) \|                                                               | Frankreich |
| Tschechoslowakei                                                    | Viliam Schrojf – František Šafránek, Ján Popluhár – Ladislav Novák, Titus Buberník, Josef Masopust – Ladislav Pavlovič, Josef Vojta, Pavol Molnár, Vlastimil Bubník, Milan Dolinský Cheftrainer: Rudolf Vytlačil | Jean Taillandier – Bruno Rodzik, André Chorda – Jean-Jacques Marcel, Robert Jonquet, Robert Siatka – François Heutte, Yvon Douis, Maryan Wisnieski, Michel Stievenard, Jean Vincent Cheftrainer: Albert Batteux | Frankreich |
| Tschechoslowakei                                                    | 1:0 Vlastimil Bubník (58.) 2:0 Ladislav Pavlovič (88.) | | Frankreich |
| Sonnabend, 9. Juli 1960 um 21:30 Uhr in Marseille (Stade Vélodrome) | | |            |
| Zuschauer: 9.438                                                    | | |            |
| Schiedsrichter: Cesare Jonni ( Italien)                             | | |            |

## Finale

### Sowjetunion – Jugoslawien 2:1 n.V. (1:1, 0:1)
| Sowjetunion                                                     | Sowjetunion | Jugoslawien | Jugoslawien |
| --------------------------------------------------------------- | --- | --- | ----------- |
| Sowjetunion                                                     | \| Sonntag, 10. Juli 1960 um 21:30 Uhr in Paris (Parc des Princes) \| \| Zuschauer: 17.966[4] \| \| Schiedsrichter: Arthur Edward Ellis ( England) \|                                                                  | \| Sonntag, 10. Juli 1960 um 21:30 Uhr in Paris (Parc des Princes) \| \| Zuschauer: 17.966[4] \| \| Schiedsrichter: Arthur Edward Ellis ( England) \|                                                                  | Jugoslawien |
| Sowjetunion                                                     | Lew Jaschin – Giwi Tschocheli, Anatoli Krutikow – Jurij Wojnow, Anatoli Masljonkin, Igor Netto – Slawa Metreweli, Wiktor Ponedelnik, Walentin Bubukin, Walentin Iwanow, Micheil Meschi Cheftrainer: Gawriil Katschalin | Blagoja Vidinić – Vladimir Durković, Fahrudin Jusufi – Ante Žanetić, Jovan Miladinović, Željko Perušić – Željko Matuš, Dražan Jerković, Milan Galić, Dragoslav Šekularac, Bora Kostić Cheftrainer: Aleksandar Tirnanić | Jugoslawien |
| Sowjetunion                                                     | 1:1 Slawa Metreweli (49.) 2:1 Wiktor Ponedelnik (114.) | 0:1 Milan Galić (41.) | Jugoslawien |
| Sonntag, 10. Juli 1960 um 21:30 Uhr in Paris (Parc des Princes) | | |             |
| Zuschauer: 17.966                                               | | |             |
| Schiedsrichter: Arthur Edward Ellis ( England)                  | | |             |